# 卓樂群
卓樂群（1949年—），加拿大政治人物，2005年-2009年間以卑詩新民主黨黨員身份擔任卑詩省議會溫哥華堅盛頓選區議員。從政前他曾任職教師，並於1999年-2002年間出任卑詩教師聯會主席。

## 生平
卓樂群生於安大略省多倫多，其家庭熱衷政治，父母皆為工會支持者。他於約克大學修讀歷史和政治學，獲取文學士學位後到英國倫敦居住一年，期間曾在內倫敦教育局（Inner London Education Authority）轄下學校任教。回加後他到多倫多大學教育學院進修，並從該校獲取教育學士學位。
他於怡陶碧谷的文森特·梅西高中（Vincent Massey Collegiate Institute）任教數年後遭遣散，1978年遷居卑詩省並於素里的橋景社區學校（Bridgeview Community School）覓得教職。他開始參與素里教師協會的活動，並曾於1980年代末出任該會主席兩年。他後來當選卑詩教師聯會行政委員會成員，並於1999年-2002年間任職該會主席。
他於2005年卑詩省大選中代表卑詩新民主黨競逐省議會溫哥華堅盛頓選區議席，以1624票之差擊敗尋求連任的自由黨候選人黃耀華。卓樂群任職省議員期間曾先後出任官方反對黨新民主黨的交通、房屋、及無家可歸和精神健康事務評議員。
卓樂群決定不在2009年省選中競逐連任省議員，並改向溫哥華市級政治發展，成為市級政黨進步選民聯盟的行政人員及籌款委員會主席。他其後離開該黨，並於2014年與包括夏君隆（R.J. Aquino）在內的一群前進步選民聯盟黨員籌組新市級政黨。
他與妻子育有兩名子女。

## 外部連結
- 卓樂群的X（前Twitter）